# Geografía de Antioquia
El territorio político del departamento de Antioquia está localizado al noroccidente de Colombia, con dos tercios (2/3) de su área en la Región Andina, su zona noroccidental en el litoral Caribe y su área occidental en la llanura de la Región Pacífica. Ocupa un área total de 62.150 km², lo que corresponde al 5,44% del territorio nacional continental. El departamento está cruzado por las cordilleras Central y Occidental y su relieve es uno de los más escarpados del mundo. El mayor asentamiento humano se presenta en el área del valle de Aburrá y sus regiones aledañas, es decir, el área que rodea a la ciudad de Medellín. Buena parte del territorio antioqueño son llanuras que se extienden al occidente, norte y oriente. Los únicos límites montañosos de Antioquia son aquellos del sur, con los departamentos de Caldas, Risaralda y Chocó, y un tramo de Bolívar, al nororiente. Tiene además 240 kilómetros de costa sobre el mar Caribe.

## Regiones

### Geográficas

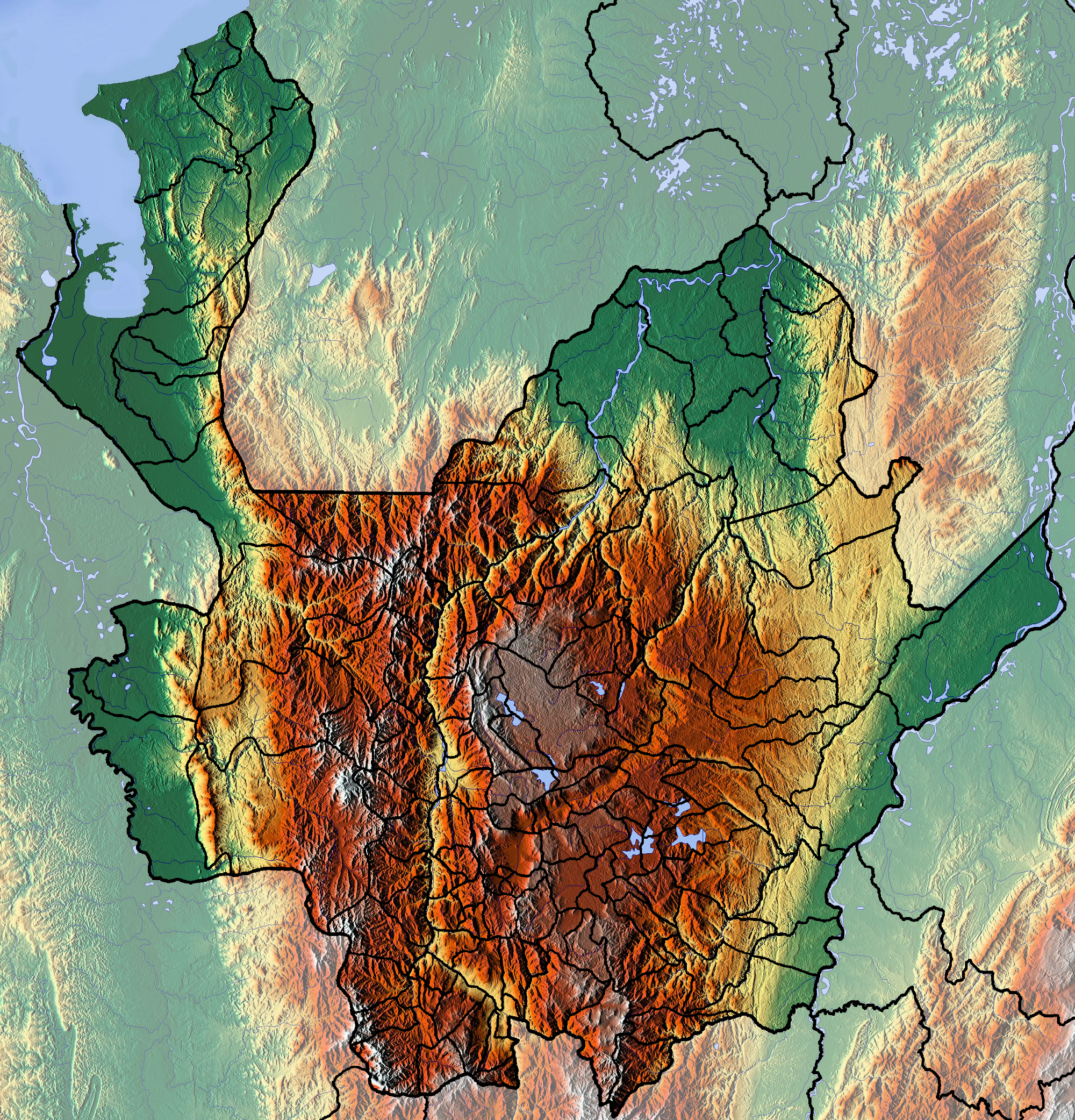
Topografía de Antioquia.

El territorio departamental está dividido en las siguientes regiones naturales, que presentan entre sí una gran variedad:
- Región andina antioqueña: está conformada por las cordilleras Central y Occidental que entran al departamento por el sur y dominan la zona central hacia el norte. Aunque Antioquia es asociada con frecuencia con la montaña, en realidad éstas conforman dos tercios de su territorio, mientras que un tercio corresponde a llanuras que rodean las montañas por el occidente, norte y oriente. La región andina antioqueña es la de mayor concentración humana y urbana.

- Magdalena Medio antioqueño: domina el oriente del departamento, entre la cuesta de la Cordillera Central hasta la vera occidental del río Magdalena, y entre límites con el departamento de Caldas al sur, hasta los límites con el departamento de Bolívar al norte.

- Bajo Cauca antioqueño: domina el norte del departamento, entre las últimas estivaciones septentrionales de las cordilleras Central.

- Región Pacífica antioqueña: domina el occidente del departamento, desde las cuestas de la Cordillera Occidental hasta la vera oriental del río Atrato. Es la región más despoblada del departamento.

- Urabá antioqueño: corresponde a la parte que el departamento tiene en la Sabana de Córdoba y Sucre alrededor del golfo de Urabá; esta área está ubicada al noroccidente del departamento.

### Administrativas
El territorio de Antioquia está dividido políticamente en subregiones, entidades que no son relevantes en términos de gobierno y que fueron creadas para facilitar la administración del departamento, las cuales agrupan sus 125 municipios, incluyendo el Área metropolitana del Valle de Aburrá.
Las subregiones de Antioquia son las siguientes:

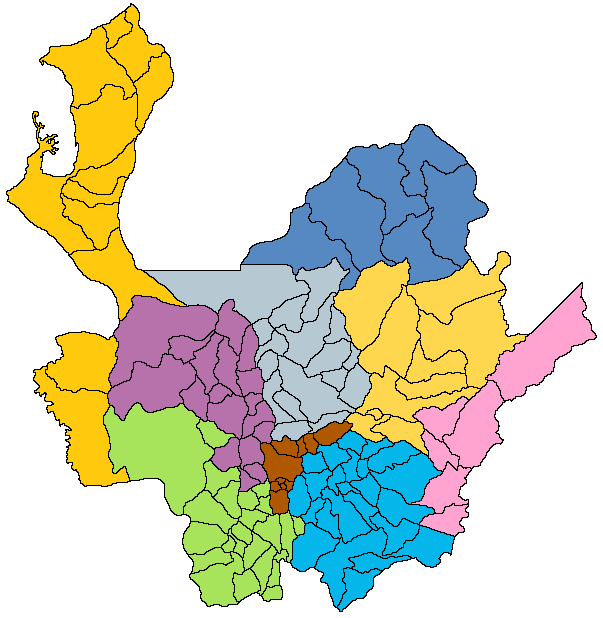
Bajo Cauca
Magdalena Medio
Nordeste
Norte
Occidente
Oriente
Suroeste
Urabá
Valle de Aburrá

## Ubicación
El departamento tiene los siguientes límites:
- Limita al norte con el mar Caribe y el departamento de Córdoba, el cual posee todas las cuencas de los ríos río Sinú y San Jorge, lo cual hace que Córdoba se adentre en Antioquia y separe Urabá del Bajo Cauca antioqueño. Del Litoral Caribe, Antioquia tiene el mayor golfo de la Costa, el golfo de Urabá, compartido con el departamento del Chocó. La parte antioqueña va desde Bahía Gloria hasta Punta Arenas en el Sur. La otra zona costeña de Antioquia va desde Punta Arenas del Sur hasta Punta Arboletes. El límite con Córdoba va desde Punta Arboletes al occidente hasta el río Nechí en el Bajo Cauca.

- Limita al occidente con el departamento del Chocó, siendo este el límite más extenso que Antioquia tiene con otro departamento colombiano. También limita con parte de Bahía Gloria en el golfo de Urabá, y la cual se encuentra la desembocadura del río Atrato y se dirige al sur y al oriente hasta encontrar la Cordillera Occidental a la altura del Páramo de Frontino, y continúa aún hasta terminar en Bolívar, en límites con el departamento de Risaralda. A pesar de ser el límite más extenso - prácticamente todo el occidente antioqueño -, es el menos poblado.

- Limita al sur con los departamentos de Risaralda y Caldas. Se trata del único límite montañoso que tiene Antioquia: Risaralda le concede la Cordillera Occidental hasta el valle del río Cauca que separa a la Cordillera Central, la cual penetra desde Caldas en la parte oriental. Sin embargo, el otro 50% al del límite oriental con Caldas se ubica sobre la llanura del valle del río Magdalena hasta las orillas del río.

- Limita al oriente con el valle del río Magdalena en la porción de dicho valle conocida como Magdalena Medio. El departamento sigue la vera del río, que lo separa al sur del departamento de Boyacá. El límite con este último departamento es el más corto y se trata de un brazo boyacense que se extiende hasta el río Magdalena y toca a Antioquia entre Puerto Triunfo y Puerto Berrío para dar paso al territorio del departamento de Santander, el que a su vez ocupa el resto de la vera occidental antioqueña del río Magdalena hasta Yondó. En ese punto Antioquia vuelve a entrar en contacto con la Costa Caribe con la entrada del departamento de Bolívar, que posee la Serranía de San Lucas. El límite oriental termina en el río Nechí.

## Geología y morfología

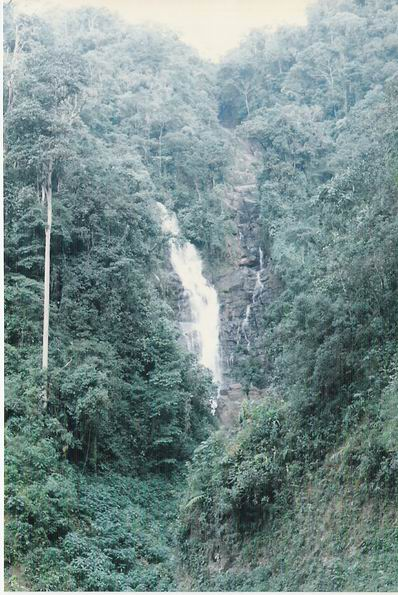
Un bosque antioqueño de montaña con una caída de agua.

El aspecto geográfico más notable en Antioquia es sin duda el de las cordilleras andinas formadas durante la era Secundaria a fines del Cretácico tardío, es decir, desde hace 99 a 65 millones de años, gracias al levantamiento de la Placa Sudamericana por subducción de la Placa de Nazca, esto es, la del Pacífico. La Cordillera Central tiene una gran presencia de ceniza volcánica, razón por la cual es la de mayor fertilidad.
De acuerdo al estudio de P. Castro y M. Hermelin, los extensos altiplanos antioqueños recibieron depósitos aluviales auríferos terciarios, razón por la cual el territorio ha desarrollado una intensa explotación minera desde el periodo de las conquistas españolas, y un mayor asentamiento humano en las zonas montañosas. Sin embargo, el estudio señala que las investigaciones geológicas en Antioquia se iniciaron sólo a principios del siglo XIX con científicos como Francisco José de Caldas y Alejandro de Humboldt. En 1887 Pedro Nel Ospina fundó la Escuela de Minas de Medellín con Manuel Uribe Ángel, quien escribió "Historia de Antioquia" en ese mismo año.
Para el estudioso Luis Alberto Arias López, de la Universidad Nacional de Colombia, Antioquia fue siempre considerada una región de montaña en relación con el ideal de exaltar la cultura paisa como aquella que ha dominado los relieves difíciles de cañones, tierras onduladas y topografías difíciles. Sin embargo, más que la montaña en sí misma, la Cordillera Central, considerada como la auténtica "cuna madre" de la subcultura paisa, está constituida por numerosos altiplanos que son la sede natural de la población, y de los cuales se pueden señalar el de Medellín, encajado en el valle de Aburrá, y los de San Nicolás (que contienen a Rionegro, Marinilla), el de Sonsón y el Altiplano Norte de Antioquia-Meseta de Santa Rosa de Osos (que contiene al municipio homónimo, Yarumal, San Pedro de los Milagros) y el altiplano de Amalfi, todos los cuales, según Arias López, se ven dominados en sus horizontes por las montañas, de mucho valor estético y paisajístico. 

Nuestra cordillera-cuna (C.Central) no termina en picos nevados o volcánicos; la figura geométrica que la describe es la de una pirámide truncada en su parte media. Lo que caracteriza a la cordillera Central en Antioquia es la presencia de extensos altiplanos y la ausencia, por lo tanto, de picos y montañas en su zona central.

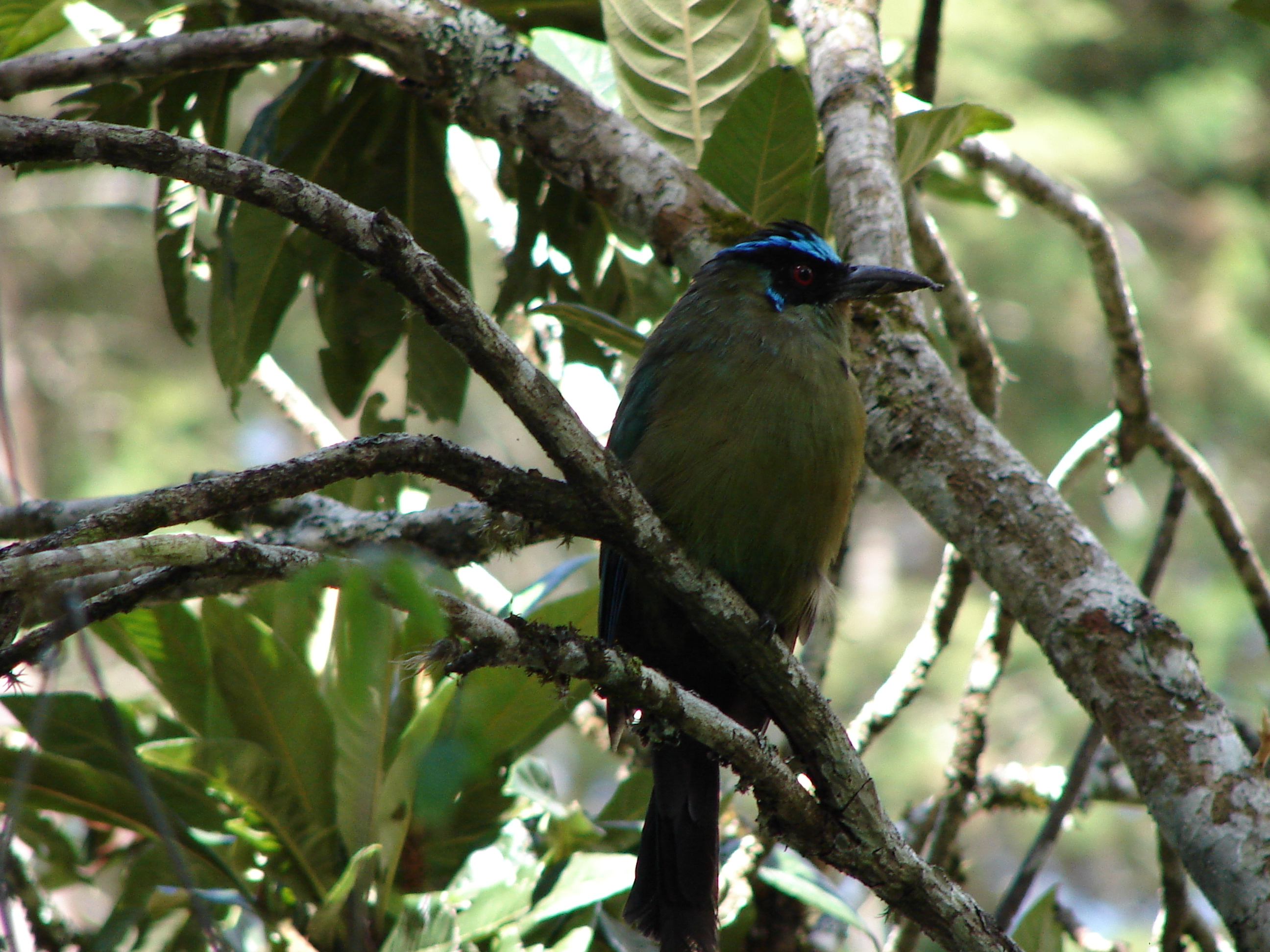
El barranquero, pájaro de tierra fría. Este de El Retiro.

Las diferentes fases del levantamiento del relieve en Antioquia están registradas ciertamente a partir de los diferentes estratos aportados precisamente por los altiplanos antioqueños, de los cuales los más antiguos son los del valle de La Unión y los Llanos de Cuivá.
Si bien los altiplanos antioqueños son característicos con su relieve, como ya se mencionó, el otro elemento predominante en Antioquia son los cañones tan profundos y acentuados, clave en el desarrollo del potencial hidroeléctrico.
Los procesos morfogenéticos más recientes en Antioquia corresponden a la Era Cuaternaria y son rupturas de las vertientes masivas y voluminosas que el geólogo Arias López denomina "megadeslizamientos", cuyo detenido examen es clave para el estudio de fenómenos sísmicos. Por ejemplo, el valle de Aburrá es uno de los de más reciente formación geológica, producto de dichos megadeslizamientos y de profundas rupturas.

## Climatología

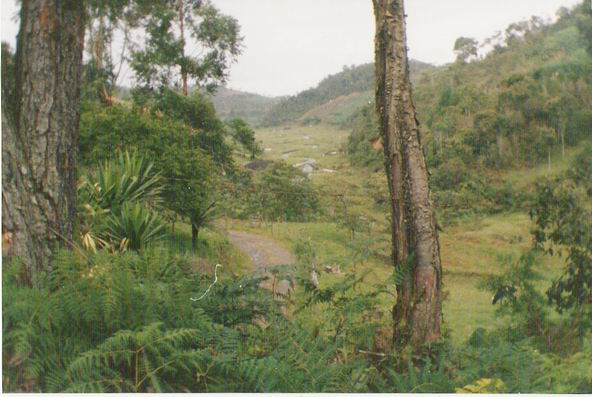
Bosque de montaña en Amalfi.

El clima de Antioquia corresponde: al tropical, alterado drásticamente por factores como el Océano Pacífico en su región occidental]] con sus vientos húmedos y las altitudes andinas, con pisos que van desde 1 a más de 4 mil metros sobre el nivel del mar. Esto ocasiona que Antioquia tenga en su territorio climas como el ecuatoriano, templado y de montaña, y una amplia diversidad de ecosistemas. 35.654 kms2 de su territorio están dentro del clima cálido, 15.854 kms2 en clima templado, 10.302 kms2 en clima frío, y 606 kms2 en Páramo.

### Clima ecuatorial
La región antioqueña que recibe los efectos del clima ecuatorial o clima tropical húmedo es la que se ubica al occidente del departamento, en la cuenca del río Atrato, la cual pertenece a su vez a la región Pacífica. La región tiene temperaturas altas y superiores a los 25 °C, toda al nivel del mar y con una alta pluviocidad superior a los 2 mil mililitros por año. Abunda allí el bosque pluvial tropical.

### Clima tropical seco
Las regiones integradas al clima tropical seco corresponden a las llanuras de Urabá antioqueño y el Magdalena Medio, con precipitaciones entre los 700 y 2000 mililitros anuales, bosques secos tropicales y mucha ganadería. Sus temperaturas son altas y rondan los 25 °C.

### Clima templado

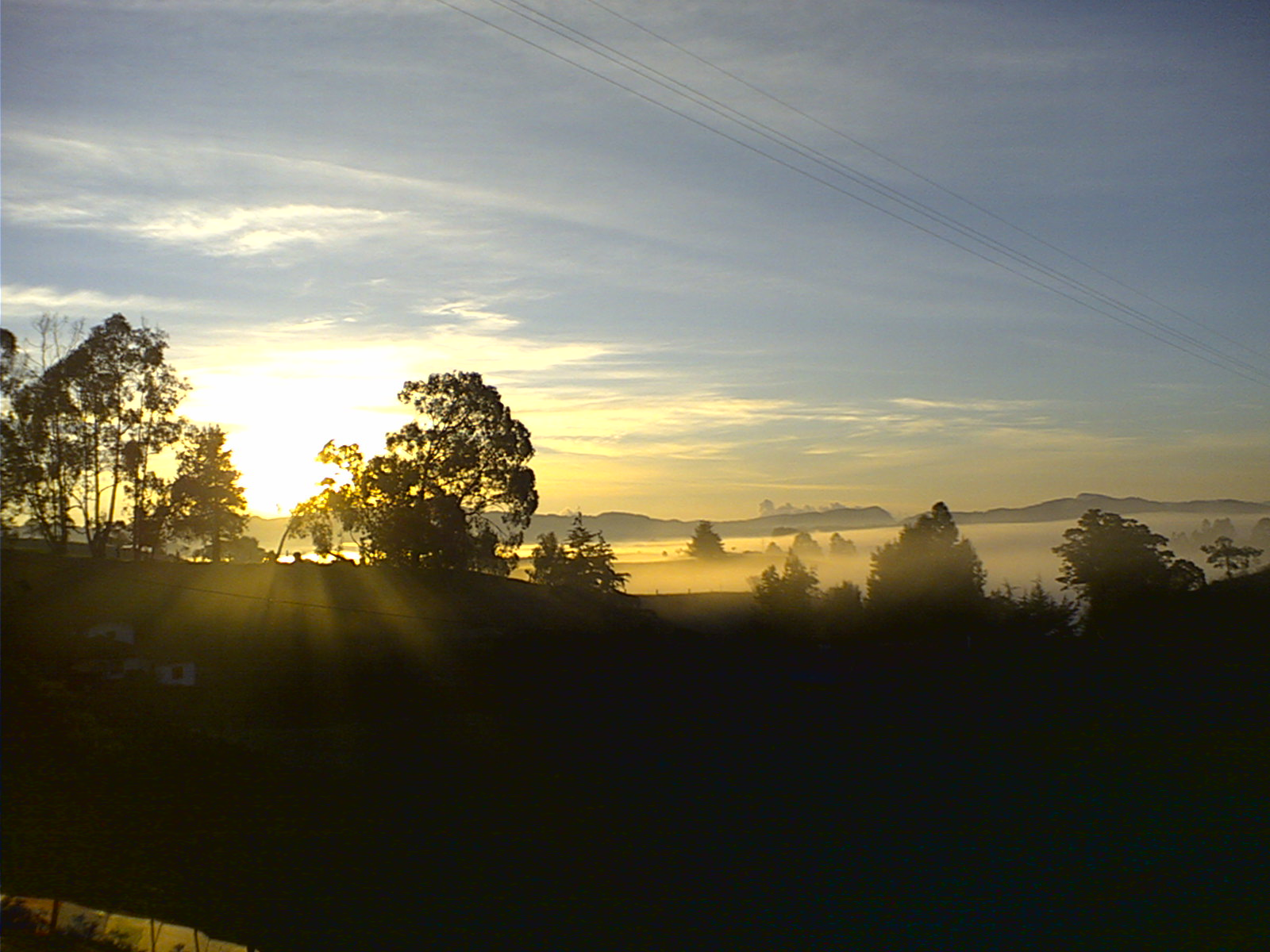
Alto de la Unión.

Las regiones antioqueñas que reciben la influencia del clima templado son aquellas que están por encima de los 1.200 metros sobre el nivel del mar, y corresponden a ciertas áreas de montaña como el decline septentrional del valle de Aburrá, el valle del río Porce y las cuestas de la Cordillera Central hacia río Cauca, entre otros. Las temperaturas pueden oscilar entre 15 °C y 25 °C, pero en climas lluviosos pueden ser incluso menores. Las precipitaciones anuales suelen estar dentro de los 500 y mil mililitros anuales.

### Clima de montaña
Las regiones antioqueñas que reciben los efectos del clima de montaña son aquellas que están situadas por encima de los 1.500 metros sobre el nivel del mar, como el Oriente antioqueño, Altiplano Norte de Antioquia (Meseta de Santa Rosa de Osos), la zona meridional del valle de Aburrá con Medellín y otros municipios incluidos. Las temperaturas pueden oscilar entre los 0 °C y los 21 °C, dependiendo de la altitud. Las masas de aire cálidas que avanzan desde el Pacífico hacia el centro son detenidas por el Páramo de Frontino y la Cordillera Occidental en general, protegiendo el clima de montaña en el área central del departamento. El bosque en estas regiones de montaña es el premontano.

### Páramo
Antioquia tiene numerosos páramos que son ecosistemas extremadamente fríos, secos y de altas presiones, como el Páramo del Sol que constituye la mayor altura del departamento. Las temperaturas alcanzan los menos cero grados. Otros páramos destacados son los Farallones del Citará, el Páramo de Sonsón y el Páramo de Belmira-Santa Inés.

### Desierto
El Desierto de Occidente es la zona árida más extensa del departamento de Antioquia, Colombia. Como su nombre lo indica está ubicado completamente en la subregión del Occidente antioqueño, la misma que posee uno de los procesos más intensos de destrucción ecológica y desertificación. Ubicado en los territorios de Santa Fe de Antioquia, San Jerónimo, Sopetrán y una porción de Anzá . Posee tierras son sumamente áridas, infertiles y cálidas, dando lugar a badlands y a cárcavas. La vegetación se ha adaptado a estas condiciones, presentando amplias extensiones de terreno cubiertas solo por cactáceas, suculentas y zarza.

## Relieve

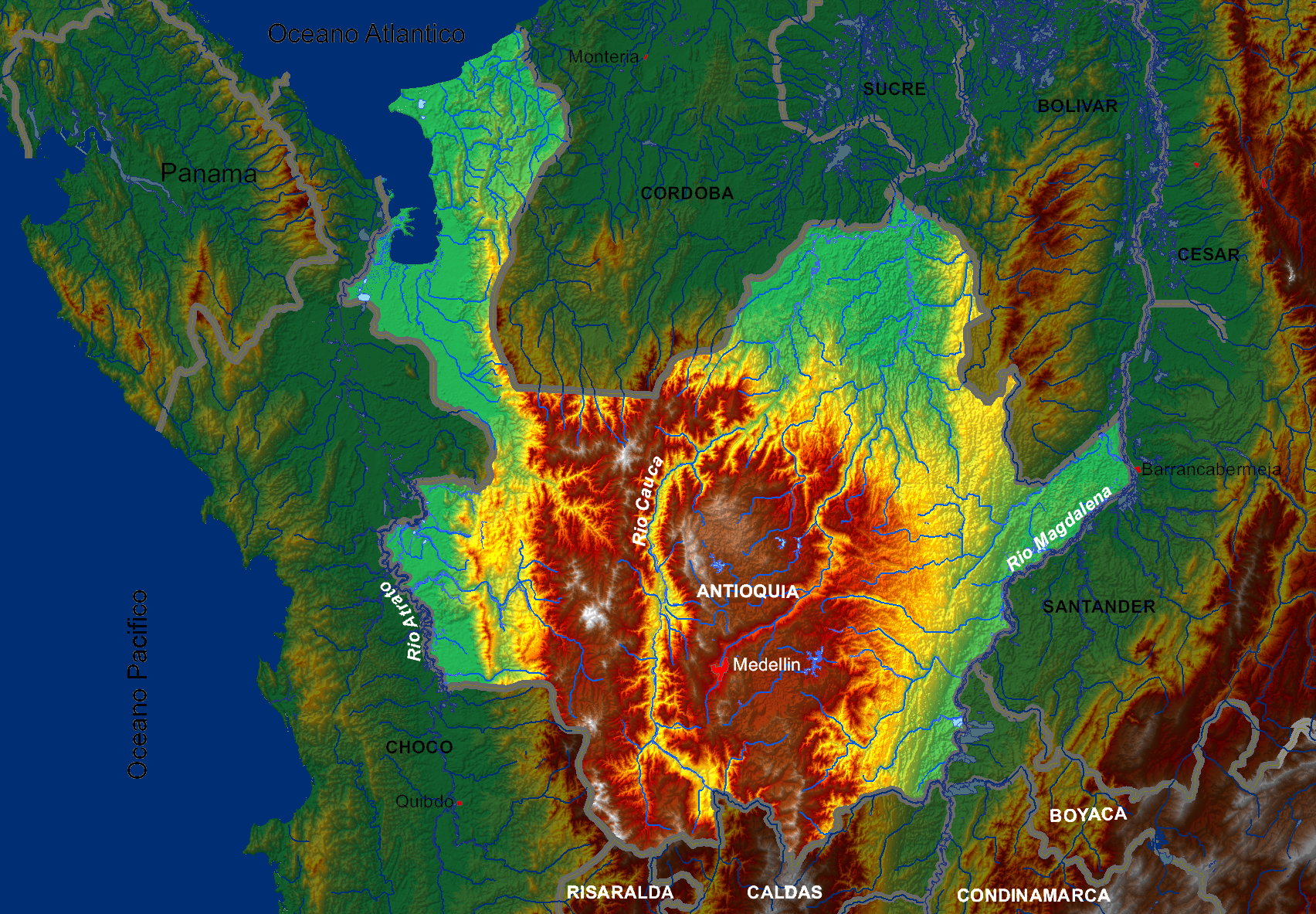
Mapa físico de Antioquía.

La coincidencia de las cordilleras Occidental y Central en el departamento crea numerosos valles, altiplanos y serranías menores, las cuales determinan una gran variedad tanto climática como de especies animales y vegetales. En general, el relieve de esta zona también es conocido como la Montaña Antioqueña. Sus alturas oscilan entre el nivel del mar hasta casi los 5 mil metros de altitud.

### Mayores alturas
Las cordilleras Central y Occidental se adentran en la parte central del departamento divididas por el río Cauca. La Central es la de mayor expansión y la de un relieve más quebrado, conformando altiplanos como el Oriente antioqueño y valles profundos como el del río Porce. La Cordillera Occidental es más angosta y tiene las mayores alturas, conformando, como ya lo hace desde el valle del Cauca, una barrera natural que detiene los vientos cálidos y húmedos del océano Pacífico hacia el interior del departamento. Ambas cordilleras declinan hacia el norte de Antioquia y mueren allí.
La mayoría de la población antioqueña se concentra en el área montañosa. Si se tiene en cuenta que sólo el 10% de la población mundial vive en zonas de montaña (ver montaña), es comprensible que la mentalidad del antioqueño sea en algún sentido sui géneris, dada esta circunstancia.
- Páramo del Sol: localizado al suroccidente, en la cordillera Occidental y con una altura de 4.080 metros sobre el nivel del mar, el Páramo está referenciado como una de las 30 máximas elevaciones colombianas. Ocupa un área de 30 kilómetros cuadrados y es uno de los parques nacionales, conocido también como "Parque de las Orquídeas". El Páramo está localizado entre los municipios de Urrao, Caicedo y Abriaquí, y es objeto de estudio debido a la riqueza de su flora y fauna. Según el Boletín Cultural y Bibliográfico de la Biblioteca Luis Ángel Arango,[12] el ecosistema del Páramo contiene una gran riqueza florística, y se han referenciado al menos 300 especies, muchas de ellas endémicas, es decir, propias de la región, como la Espeletia frontinoensis, y muchas de ellas que figuran en las listas mundiales de especies en peligro de extinción como el Polylepis sericea wede. En el Páramo del Sol nacen también el río Urrao y la quebrada Encarnación.

- Farallones del Citará: también se ubican en la cordillera Occidental y son compartidos con el departamento del Chocó. Los farallones están ubicados a 17 kilómetros de Ciudad Bolívar y también corresponden a los municipios de Betania y Andes. Allí nace el río Citará, y los farallones son considerados una estrella hidrográfica de primer orden en la región. Los farallones tienen alturas que alcanzan los 3.950 metros sobre el nivel del mar y, al igual que Frontino, poseen especies endémicas, especialmente de pájaros como el Diglossa gloriossisima[13] y el Gallito de Roca,[14] siendo este último habitante de esta región único en el mundo.

### Cañones
Los cañones en Antioquia son comunes dadas las características montañosas que posee en algunas de sus subregiones, siendo la gran mayoría sumamente profundos y angostos.
- Cañón del Cauca: Este cañón se ubica entre las subregiones del Norte, Suroeste y Occidente abarcando una buena porción del recorrido del río Cauca en el departamento; nace cerca al corregimiento de Bolombolo, luego se interrumpe en inmediaciones de Santa Fe de Antioquia, donde se amplía; para luego continuar y estrecharse aún más profundamente hasta morir en Puerto Valdivia. Este cañón ha sido utilizado para la construcción de Hidroituango.
- Cañón del Pipintá: Está formado por el río Cauca, entre Antioquia y Caldas, específicamente sobre la zona rural del municipio de Valparaíso, posee una zona hotelera y diversas hosterías.
- Cañón de río Claro: Uno de los destinos turísticos más frecuentados en el departamento de Antioquia, tiene enormes cavernas y posee un ambiente kárstico, en el municipio de Puerto Triunfo.
- Cañón del Nare: Ubicado entre las subregiones del Oriente y Magdalena Medio, conformado por el Río Nare, de gran belleza paisajística, se extiende también hasta el río Nus, (afluente suyo), donde se pueden apreciar las Cavernas del Nus.
- Cañón del Alicante: Formado por el río Alicante en el municipio de Maceo, posee cavernas atractivas para la espeleología.
- Cañón del Samaná: Está formado por el río Samaná Norte y se extiende hasta varios de sus afluentes en el Oriente antioqueño está considerado como uno de los cañones más atractivos de Antioquia en términos de paisaje.
- Cañón de Caruquia: Este cañón está ubicado en el municipio de Santa Rosa de Osos, formado por el río Guadalupe, en la actualidad se aprovechan las aguas de este río en su interior para la generación de energía por medio de la central Caruquia.
- Cañón de río Grande: Formado por el río Grande, comienza aguas abajo del corregimiento Riogrande y finaliza antes de llegar al poblado El Caney, el río desciende abruptamente hasta su valle, donde se amplía antes de la conformación del río Porce, varios poblados como los corregimientos de San Isidro, San Pablo (en Santa Rosa) y Bellavista (en Donmatías), están situados en las laderas y cumbres del cañón; en su interior se aprovecha la caída del río para la generación eléctrica, en la central Hidromontañitas.
- Cañón del Porce: Ubicado entre el Norte y Nordeste, formado por el río Porce, es una de las zonas con mayor biodiversidad del departamento, el cañón estrecho y profundo ha propiciado la construcción de embalses como Porce II y III y las centrales de Luzma sobre el río Riachón, ya que el cañón se extiende hacia algunos afluentes del Porce.
- Cañón del Nechí: Se sitúa entre las regiones del Norte, Nordeste y Bajo Cauca; formado por el río Nechí; es uno de los cañones más largos del departamento, ya que se extiende casi desde Yarumal hasta Zaragoza, formando una región prácticamente inhóspita y selvática.
- Cañón de la Llorona: Uno de los cañones más extensos y ricos en biodiversidad del departamento de Antioquia, está formado por el río Sucio entre las subregiones del Occidente y Urabá, de un gran valor paisajístico.
- Cañón del Espíritu Santo: Ubicado en el Norte antioqueño, entre los municipios de Yarumal y Briceño, formado por el río Espíritu Santo, colinda con el cañón del Cauca.
- Cañón del río Valdivia: Situado en el municipio de Valdivia, es un cañón estrecho y profundo que está formado por el curso del río homónimo hasta la confluencia de este con el río Cauca.
- Cañón del Rosario-Media Luna: Es uno de los cañones más profundos y pronunciados que tiene el departamento de Antioquia, ubicado íntegramente en Yarumal, y conformado por la quebrada El Rosario-Media Luna, hasta su llegada al Nechí, en sus laderas se sitúan los poblados de El Cedro y El Pueblito.

Antioquia posee además otro sinnúmero de cañones, tales como el del río Barroso en Salgar, el del río Quebradaseca en Sopetrán que se extiende hasta sus afluentes la Sucia y la Clara y muchos de sus tributarios en Ebéjico y Palmitas, el del río Tonusco en Santa Fe de Antioquia, el del río San Juan en el Suroeste, entre otros.

### Tierras bajas
Las tierras bajas conforman un tercio del territorio departamental; sin embargo, la densidad poblacional es mucho menor a la de la región montañosa.
- Valle del río Atrato: el territorio se adentra en su área más occidental en el valle del río Atrato, recibiendo las corrientes húmedas del Pacífico. Numerosos afluentes del río Atrato nacen en Antioquia, y el departamento limita en dos tramos con el río: el primer tramo entre el río Ogodó, al sur, hasta Murindó, y el segundo tramo dividiendo el Urabá antioqueño del Urabá chocuano.

- Valle del río Porce: en la cordillera Central, está conformado por el río Porce, el cual nace de la confluencia de 2 ríos (Medellín y Grande); el nacimiento del río Medellín está ubicado a 3100 metros sobre el nivel del mar y el del  río Grande a 3000 m s. n. m. apx. El Porce desemboca en el río Nechí en el sitio Dos Bocas, punto limítrofe entre los municipios de Anorí, Cáceres y Zaragoza, el cual a su vez desemboca en el río Cauca, cuyas aguas finalmente se vierten en el río Magdalena.

- Valle del río Cauca: divide la cordillera Central de la Occidental y cruza el departamento desde el sur hacia el occidente para enrutarse finalmente al norte, en donde se abre hacia la Sabana, sabana que en Antioquia se denomina Bajo Cauca antioqueño. Este valle fue de vital importancia para la colonización antioqueña, y en él se encuentran las poblaciones poshispánicas más antiguas del departamento.

- Valle del río Magdalena: divide la cordillera Central de la cordillera Oriental y por ende al departamento de Antioquia de los departamentos ubicados a su lado oriental. A Antioquia le corresponde una gran porción de este valle, el cual en esta latitud es conocido como el Magdalena Medio. La parte más oriental del departamento está constituida por el municipio de Yondó, en límites con el departamento de Santander.

- Urabá: corresponde al área que el departamento tiene en la región Caribe separado de la sabana de Córdoba y Sucre por la serranía de Abibe. Todo el golfo de Urabá está ubicado dentro de los límites departamentales. Fue el primer espacio geográfico descubierto por los españoles en Suramérica. El Urabá se encuentra localizado en la parte noroccidental del departamento.

- Bajo Cauca: la zona septentrional del departamento se funde con la región sur de la sabana de Córdoba; En Antioquia, según se dijo, esta zona septentrional se conoce como Bajo Cauca antioqueño. En esta región confluyen dos grandes ríos: el Cauca y el Nechí.

### Cordillera Occidental

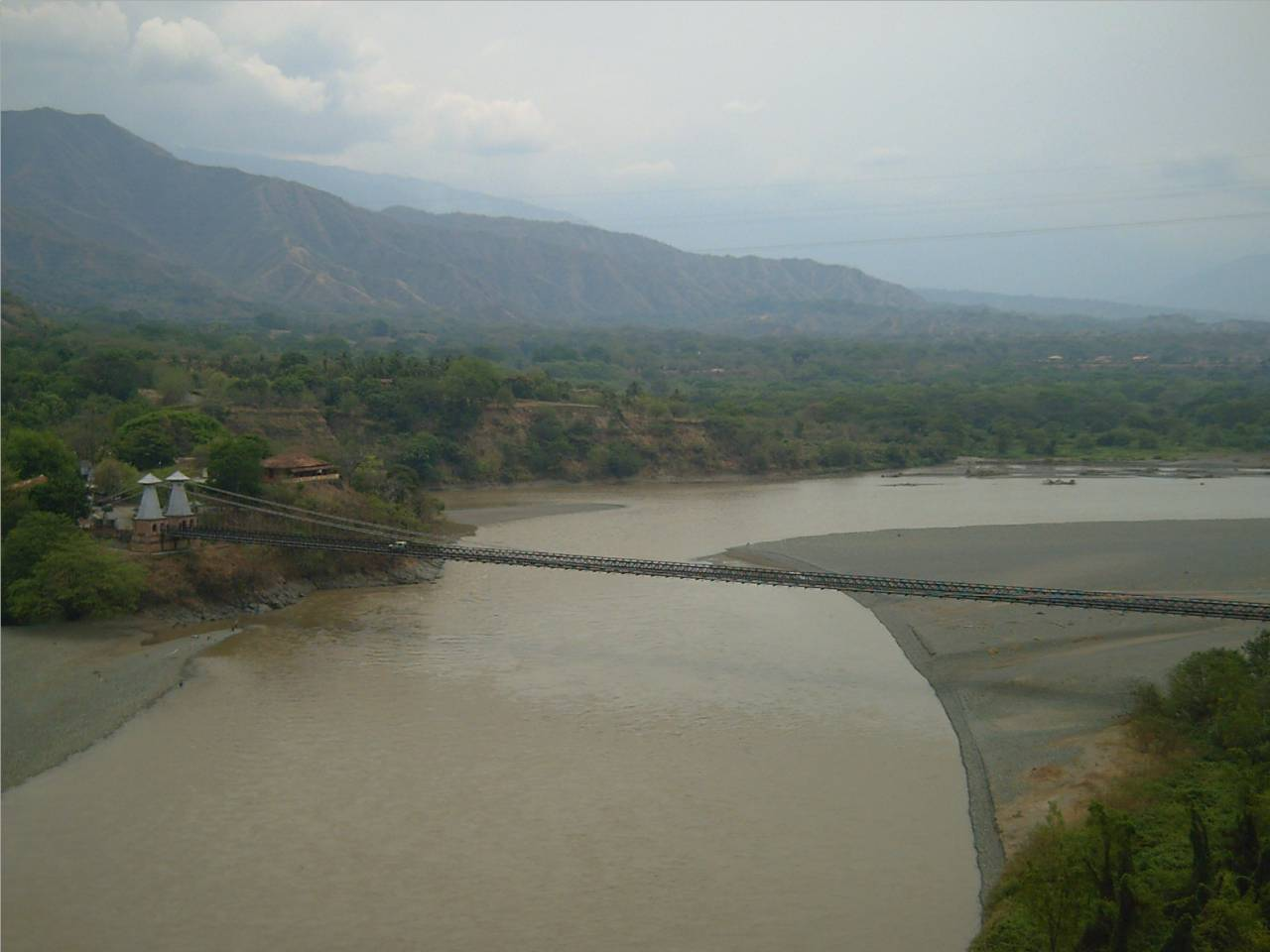
El Puente de Occidente en Santa Fe de Antioquia que cruza al río Cauca.

La cordillera Occidental es la más angosta y posee las mayores alturas (páramo de Frontino y farallones del Citará), las que conforman murallas naturales que cortan los vientos cálidos y húmedos del Pacífico hacia el oriente o zona interior. El área total de la cordillera dentro del departamento de Antioquia es de 200 kilómetros de sur a norte. A pesar del nombre, ciertamente no se encuentra en el extremo occidental del departamento, sino más bien en la zona centro-occidental del mismo, y penetra desde los departamentos del Chocó y Risaralda a la margen occidental del valle del río Cauca. Numerosos afluentes del río Cauca al oriente y del río Atrato al occidente, nacen en la cordillera, y numerosos asentamientos humanos se extienden a lo largo de la misma.
Al norte, la cordillera da lugar a la serranía de Abibe, que muere sobre los límites con el departamento de Córdoba y de la cual nace otra estrella hidrográfica que busca en las llanuras de Córdoba y Sucre a los ríos Sinú y San Jorge, ambos nacidos en la Serranía de San Jerónimo. Numerosos brazos marcan el fin de la cordillera Occidental, todos en Antioquia, como el Alto de Paramillo, de donde surgen otros dos brazos hacia el norte: el alto de San Jerónimo ya mencionado, que separa las cuencas de los ríos San Jorge y Sinú, y la serranía de Ayapel, que divide las cuencas de los ríos San Jorge y Cauca, y que también sirve de límite con el departamento de Córdoba.
Otros altos importantes de la cordillera Occidental antioqueña son el alto de La Horqueta, con una altura máxima de 3.740 m, y el Alto Musinga, con una altura de 3.850 m. Hacia el oeste, y algo separadas del grueso de la cordillera, se encuentran algunas montañas menos elevadas, como el cerro Jarapeto (2.800 m) y el cerro Quiparado (2.150 m), entre otras. La cordillera es una reserva natural de flora y fauna únicas con especies endémicas y una importante reserva hidrográfica.

### Cordillera Central

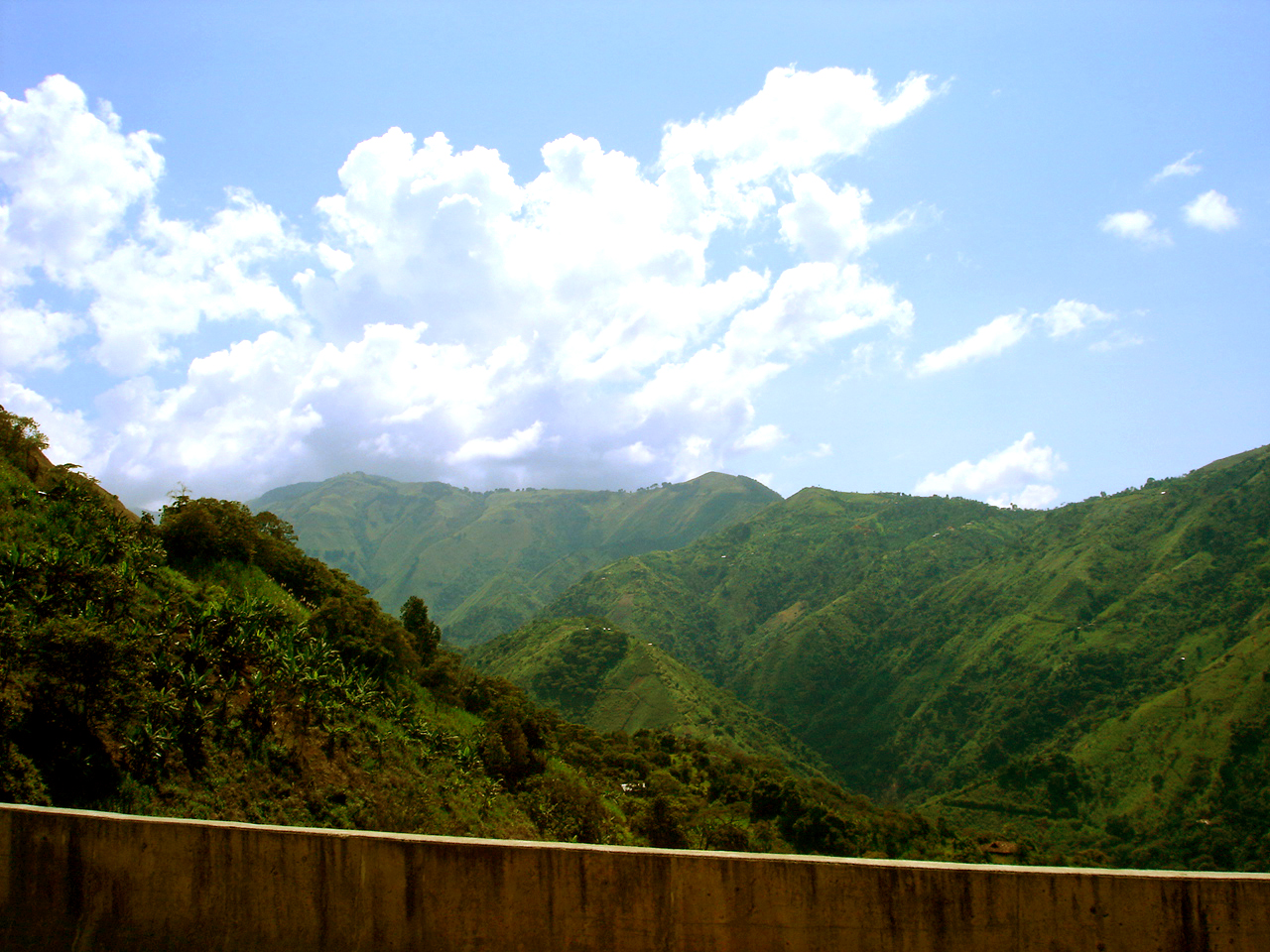
Paisaje de la Cordillera Central en la vía a Santa Fe de Antioquia.

La cordillera Central tiene una mayor extensión y ocupa toda el área central de Antioquia. Aunque no tiene las mayores alturas como la Occidental, sí es la más quebrada. Desde el departamento de Caldas entra en Antioquia al margen oriental del río Cauca con el Páramo de Arboleda. Es dividida por el valle de Aburrá que hace extender un brazo hacia el nordeste para morir en la montaña de Amalfi y otro brazo se extiende hacia el norte para morir en Yarumal. Dos profundos valles marcan el recorrido de esta cordillera en el territorio antioqueño: Arma y Samaná. 
Las mayores alturas de la cordillera Central son el cerro de los Parados con 3.350 m, el Páramo de Belmira, el Páramo de las Baldías, el Cerro del Padre Amaya, la sierra Madera, el alto Castilla y el Alto San Miguel. 
A partir de estos últimos cerros, la cordillera Central se divide a su vez en dos: 
- Central antioqueña: desde el sur de Venecia y Fredonia, hasta la confluencia de los ríos Nechí y Cauca.

- Occidental antioqueña: desde los altos de Alegrías y San Miguel hasta el alto de Tamar.

La Cordillera Central antioqueña reúne la mayor concentración humana del departamento, especialmente asentada en el valle de Aburrá y en el Oriente antioqueño.
El Valle de Aburrá, divide a su vez a la cordillera central en 2 altiplanos, el Altiplano de Oriente o Valle de San Nicolás, que es el que abarca gran parte de los municipios del Oriente antioqueño y el Altiplano Norte de Antioquia o Meseta de Santa Rosa de Osos que contiene formaciones geomorfológicas como los Llanos de Ovejas, Cuivá y el Valle de los Osos.

## Hidrografía

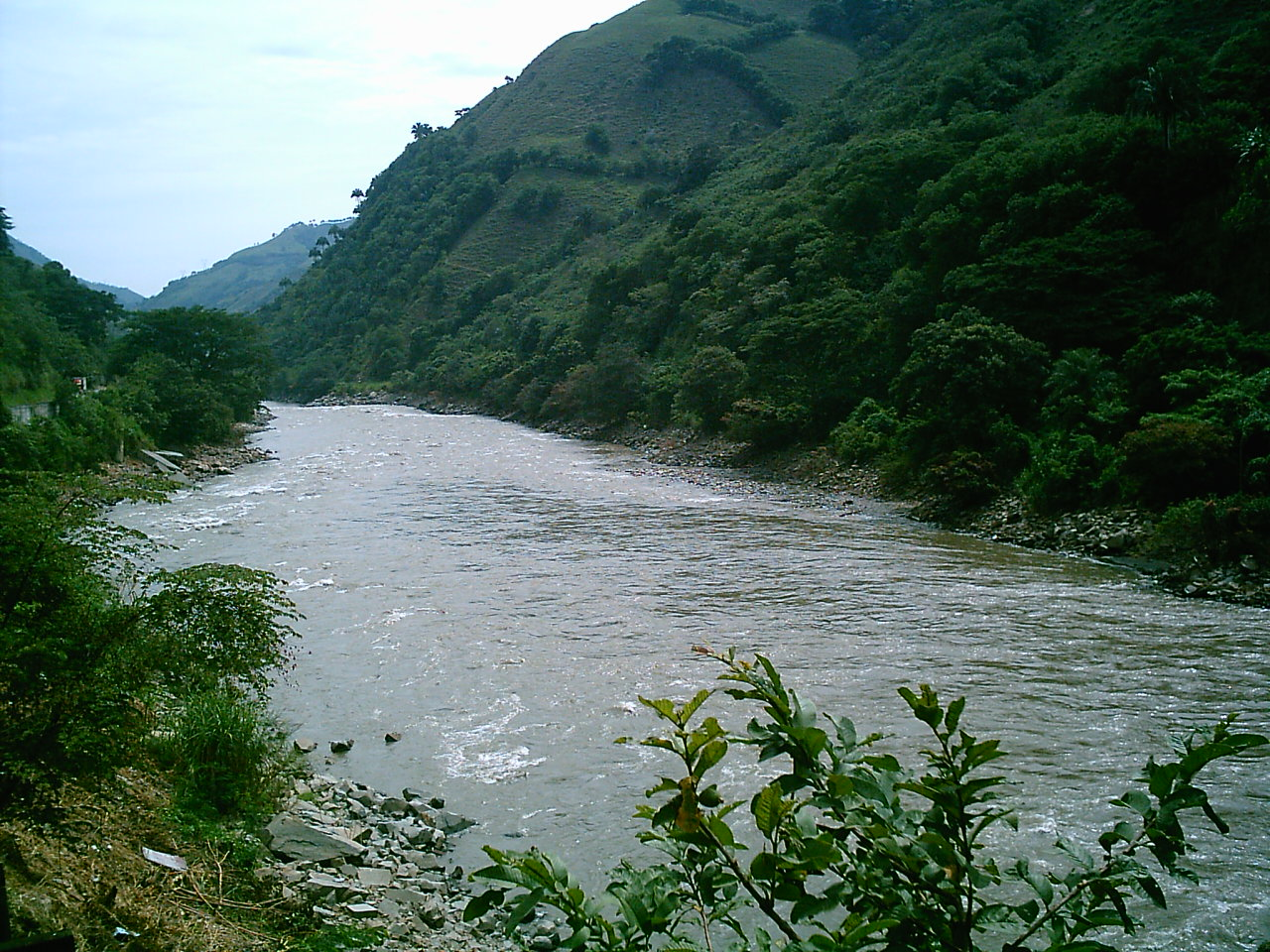
Río Cauca.

El departamento está cruzado por tres arterias fluviales del primer orden en Colombia: Los ríos Magdalena, Atrato y Cauca. Las dos cordilleras tienen estrellas hidrográficas vitales que crean numerosos afluentes para estos tres ríos. El departamento posee territorio sobre el mar Caribe, con el golfo de Urabá. Existen además numerosas ciénagas en las tierras bajas, y embalses en los altiplanos. La ciénaga antioqueña más importante es la de Buchadó, localizada en el municipio de Vigía del Fuerte en la llanura occidental del Atrato antioqueño. En el Bajo Cauca se destacan la Ciénaga de Nechí y la Ciénaga del Bagre. En la llanura del Magdalena están la Ciénaga de Barbacoas en Yondó y la ciénaga de Puerto Berrío. Entre los embalses destacan el del Peñol-Guatapé, Ríogrande II, Mirafores, Troneras, Jaguas-San Lorenzo, San Carlos-Punchiná, Playas, Hidroituango, Porce II y III.

### Río Magdalena
El Magdalena marca el límite oriental del departamento desde Puerto Triunfo al sur, hasta Yondó al norte. Puerto Berrío es el principal puerto fluvial antioqueño sobre el río. Numerosos afluentes nacidos en Antioquia caen al Magdalena desde el oriente antioqueño, entre los cuales se destacan los ríos Nare (que recibe antes al río Samaná Norte y Nus), Alicante, La Miel y Claro Cocorná Sur, entre otros. El norte de Antioquia, dominado por el río Cauca, conforma también importantes redes hidrográficas que caen al Magdalena indirectamente. 
El Magdalena recibe las aguas de grandes hoyas hidrográficas, lo que hace que el río se desborde con frecuencia, provocando inundaciones que conducen a la formación de pantanos y ciénagas. La región del valle del Magdalena en Antioquia es conocida como el Magdalena Medio y es una región de gran fertilidad.

### Río Atrato

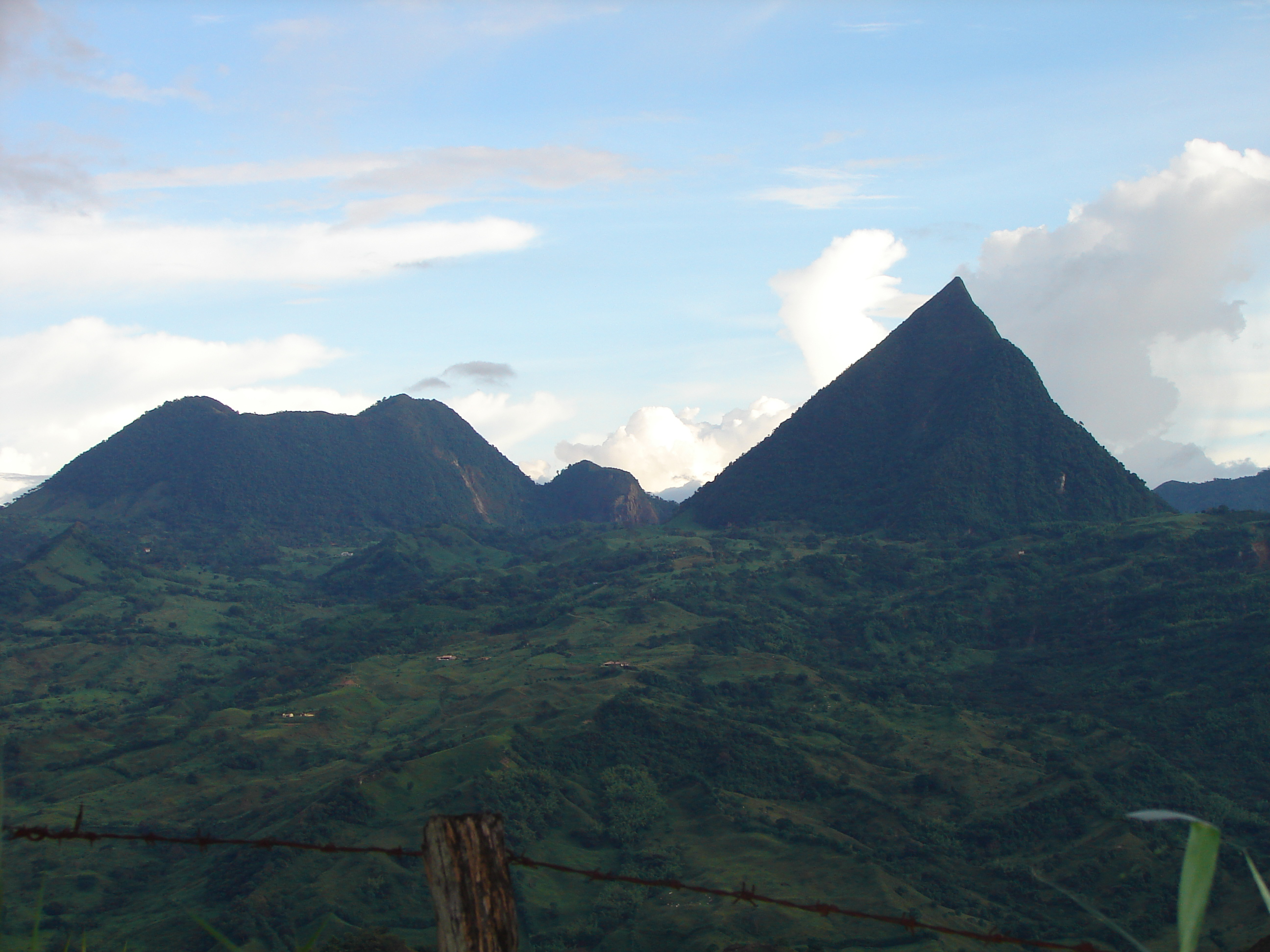
Cerro Tusa, en Venecia (Antioquia).

El valle del río Atrato conforma la parte occidental del departamento, y Antioquia tiene riveras en dos tramos del río. Numerosos afluentes nacidos en la Cordillera Occidental antioqueña caen al Atrato, como los ríos Murrí, Sucio y León, entre muchos otros ríos y ciénagas. El área antioqueña del valle del Atrato es la menos habitada del departamento, y la de mayor pluviosidad.

### Río Cauca
El río Cauca cruza el departamento casi por todo el centro del territorio a manera de un gran cañón que luego 
se abre, al norte, en 
una llanura inundable. La contribución de sus afluentes tiene un doble aprovechamiento: el natural, que ayuda al engrosamiento del volumen de su cauce, y la formación de saltos aprovechados para generar energía. 
En Antioquia, el Cauca recibe de ambas cordilleras, como afluentes, a los ríos Arquía, Arma, Poblanco, Cartama, Piedras, Combia, Cruces, Mulato, San Juan, Fotuta, Sinifaná, Comiá, Amagá, San Mateo, Guaca, Torito-Quioná, Niverengo, Noque, Quebradaseca, Tonusco, Aurra, Sopetrana, Juan García, Clara, Las Cuatro, Peque, Pená, Santa María, San Andrés, Ituango, Sinitavé, Espíritu Santo, Valdivia, Pescado, Neri, Purí, Puquí, Rayo, Corrales, Tarazá, Noa, Dentón, Cahuá, Tamaná, El Saino, Man, El Tigre y Palanca. En Antioquia recibe además de estas corrientes importantes, a su principal tributario, el río Nechí El cual le aporta un caudal promedio de 830 m³/s.

### Embalses

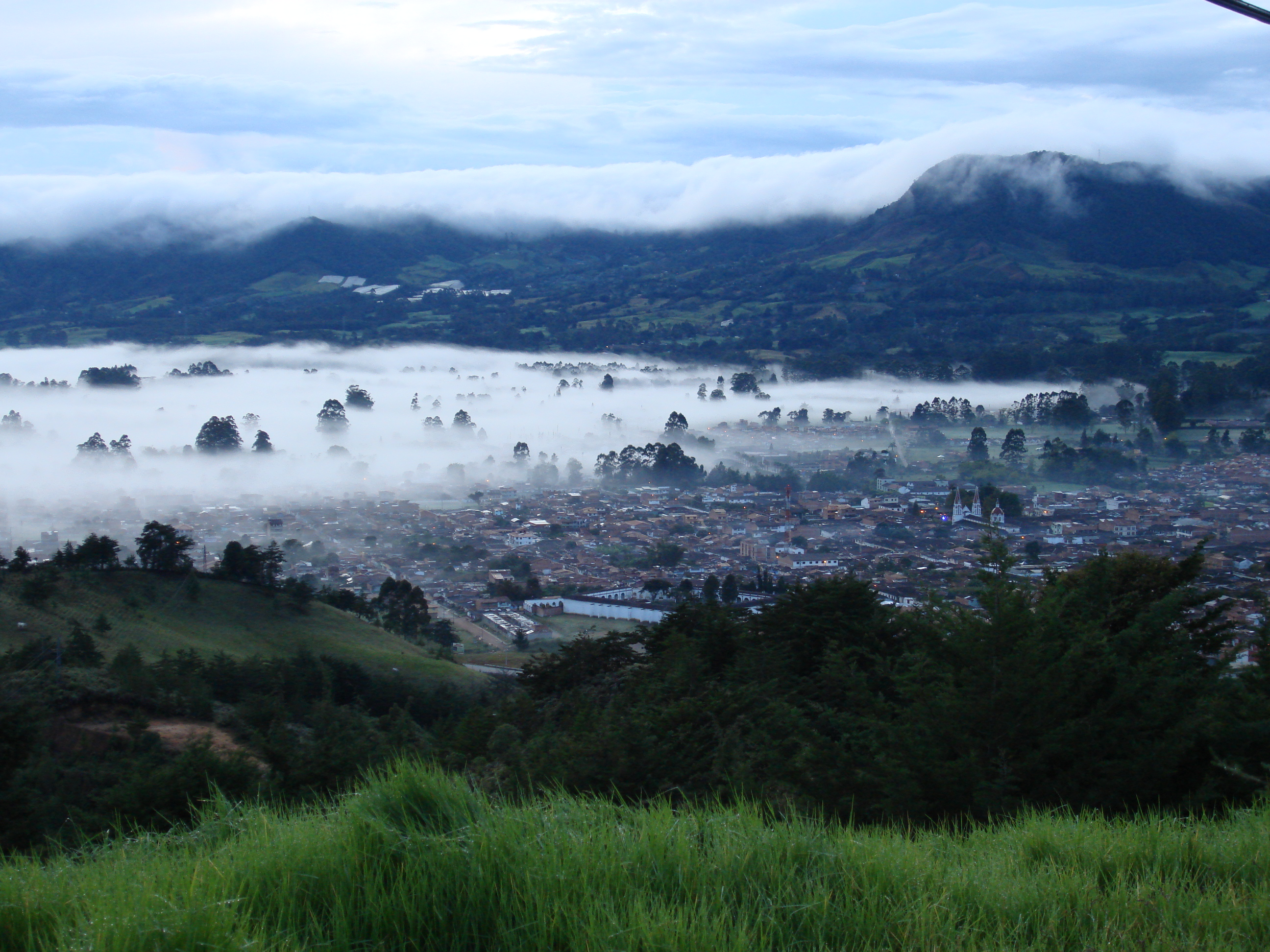
Altiplano de La Ceja.

Las estrellas fluviales evidencian la riqueza hidríca del departamento; con la conjunción de la diversidad de sus pisos térmicos, sus áreas anegables y altiplanos, se ha dado la posibilidad de construir embalses del primer orden nacional. Los más importantes son los siguientes:
- Embalse Peñol-Guatapé: encuentra en el Oriente antioqueño (Cordillera Central), entre los municipios de El Peñol, Guatapé y Alejandría, y fue construida en el río Nare. Con una altitud de 2200 metros sobre el nivel del mar, está cerrada al norte por el Cerro Boquerón, y tiene una capacidad de 1.169 metros cúbicos de agua para la generación de energía. Entre sus atractivos se cuentan la Piedra del Peñol, la cabecera municipal del municipio de Guatapé y las actividades de deportes acuáticos que allí se realizan.

- Embalse de Miraflores: Esta represa se encuentra en jurisdicción del municipio de Carolina del Príncipe y está alimentada con aguas del río Tenche a 2.000 metros sobre el nivel del mar, en la Cordillera Central.

- Embalse de Playas: localizado sobre la jurisdicción de los municipios de San Carlos y San Rafael (Cordillera Central), se alimenta con aguas de los ríos Nare y Guatapé.

Otros embalses son Porce II y III, Punchiná, La García, Ayurá, Piedras Blancas, Playas, Troneras, Riogrande I y II, Quebradona, Calderas, Hidroituango, Jaguas y La Fe.

### Golfo de Urabá
El golfo de Urabá está localizado al sur del litoral Caribe Colombiano, y la mayor parte de su área corresponde al departamento de Antioquia, con un tramo menor bajo jurisdicción del departamento del Chocó. El golfo tiene una extensión de 70 por 39 kilómetros, siendo el más grande la Costa Caribe Colombiana. Los ríos que terminan su recorrido en él son el Atrato, Acandí, Caimán Nuevo, Caimán Viejo, Currulao, León, Negro y el Turbo. Este golfo fue el primer espacio geográfico visto en Suramérica por los españoles en el siglo XVI, e inicialmente fue conocido como "golfo del Darién".
Actualmente Antioquia posee uno de los litorales más extensos de Colombia sobre el mar Caribe; sin embargo a causa del cambio climático y otros factores físicos y ambientales, la erosión marítima ha hecho también que la costa antioqueña sea la más afectada por pérdida de playas y terreno, dado que el mar avanza a niveles alarmantes tierra adentro, poniendo en riesgo la existencia de las comunidades costeras del departamento y de sitios turísticos como el Volcán de lodo de Arboletes a largo plazo.

### Aguas termales y volcanes
Antioquia se caracteriza por no poseer volcanes activos conocidos de origen tectónico, sin embargo posee volcánes de lodo en la región de Urabá, donde hay diversos cráteres que presentan actividad; siendo los más mencionados, los de San José de Mulatos y Arboletes, este último un popular destino turístico, debido a que la alta densidad del lodo y sus gases, permite que los visitantes se metan en la caldera volcánica, a la que se le atribuyen propiedades medicinales. Así mismo en Urabá, algunos volcanes de lodo, han hecho erupción y han generado emergencias, quemando la vegetación, generando pérdidas económicas e incluso dejando personas heridas. En el año de 1992 se produjo una gran erupción en el municipio de San Pedro de Urabá, por parte del volcán Cacahual, que se dice dejó varias personas desaparecidas 
Las aguas termales en el departamento son variadas, teniendo identificados al menos 10 manantiales hidrotermales, cuyas aguas van desde los 26 hasta los 44 °C;  en la actualidad solo en los municipios de Alejandría y Nariño, se cuenta con mobiliario para visitantes y balnearios, siendo un recurso turístico apenas explotado.
| Manantial Hidrotermal o Volcán | Tipo                  | Ubicación          |
| ------------------------------ | --------------------- | ------------------ |
| Escuela de Mohán               | Manantial Hidrotermal | Dabeiba            |
| Espíritu Santo I               | Manantial Hidrotermal | Nariño             |
| Espíritu Santo II              | Manantial Hidrotermal | Nariño             |
| Espíritu Santo III             | Manantial Hidrotermal | Nariño             |
| Espíritu Santo IV              | Manantial Hidrotermal | Nariño             |
| Espíritu Santo V               | Manantial Hidrotermal | Nariño             |
| Finca Termales                 | Manantial Hidrotermal | Alejandría         |
| Termal de Guineales            | Manantial Hidrotermal | Dabeiba            |
| Termal de Peque                | Manantial Hidrotermal | Peque              |
| Termal de Chobar               | Manantial Hidrotermal | Dabeiba            |
| Volcán de Arboletes            | Volcán de lodo        | Arboletes          |
| Volcán Cacahual                | Volcán de lodo        | San Pedro de Urabá |
| Volcán Ojo Nuevo               | Volcán de lodo        | Arboletes          |
| Volcán San José de Mulatos     | Volcán de lodo        | Turbo              |
| Volcán León Dormido            | Volcán de lodo        | Arboletes          |
| Volcán Las Platas              | Volcán de lodo        | Arboletes          |

### Mayores cascadas
Siendo Antioquia un departamento montañoso, las cascadas naturales de agua son sumamente comunes, encontrándose casi en todos los municipios del departamento; sin embargo destacan por su magnitud las siguientes:
| Nombre                 | Altitud (m) | Río                    | Subregión       | Municipio              |
| Salto de Guadalupe     | 550         | Río Guadalupe          | Norte           | Gómez Plata-Carolina   |
| Salto de Aures         | 300         | Río Aures              | Oriente         | Sonsón-Abejorral       |
| Salto Chorrolato       | 200         | Quebrada El Hato       | Valle de Aburrá | Bello                  |
| Cascada Venus          | 110         | Quebrada Venus         | Oriente         | Cocorná                |
| Salto del Buey         | 100         | Río Buey               | Oriente         | La Ceja                |
| Salto del Nus          | 100         | Río Nus                | Nordeste        | Cisneros-Santo Domingo |
| Chorros del Tapartó    | 70-300      | Río Tapartó            | Suroeste        | Andes-Betania          |
| Saltos de la Chorrera  | 70          | Quebrada La Chorrera   | Norte           | Santa Rosa de Osos     |
| Cascada los Cachos     |             | Quebrada los Cachos    | Oriente         | San Vicente            |
| Salto Arquía           | 70          | Río Arquía             | Suroeste        | Caramanta              |
| Salto El Chispero      | 50          | Río Tenche             | Norte           | Angostura              |
| Salto de Magallo       |             | Quebrada Magallo       | Suroeste        | Concordia              |
| Cascada Las Perlas     |             | Quebrada La Chorrera   | Oriente         | Cocorná                |
| Salto del Tequendamita | 21          | Quebrada La Chuscala   | Oriente         | El Retiro              |
| Salto de Torito        | 20          | Quebrada Quioná-Torito | Occidente       | Anzá                   |
| Salto del Aurrá        |             | Río Aurra              | Occidente       | San Jerónimo           |
| Cascada El Sinaí       |             | Quebrada El Sinaí      | Oriente         | Cocorná                |
| Salto Velo de Novia    |             | Río Nare               | Oriente         | Alejandría             |
| Salto de la Sabina     |             | Río Nare               | Oriente         | Alejandría             |

## Ecología
La diversidad de los climas y ecosistemas de Antioquia da como resultado la diversidad de flora y fauna en el departamento.

### Flora

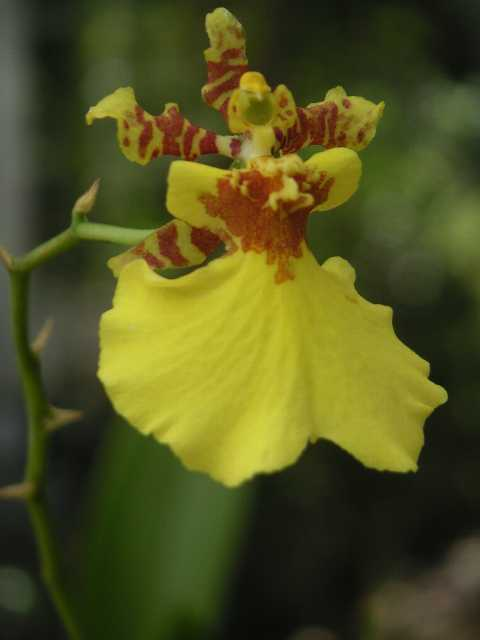
La orquídea, una de las flores más populares de Antioquia y producto de exportación.

La deforestación ha sido una constante en la región desde los tiempos de las conquistas españolas a partir del siglo XVI. La Colonización antioqueña en particular significó de alguna manera la alteración drástica de numerosos ecosistemas, como se expresa en el Himno de Antioquia:

El hacha que mis mayores me dejaron por herencia, la quiero porque a sus golpes libres acentos resuenan

Obviamente, esos golpes del hacha fueron y son una cruel acción contra los bosques. Sin embargo, el departamento posee, todavía en la actualidad, numerosos bosques en los diferentes pisos térmicos, y se han creado varias reservas forestales y parques naturales. Especies maderables: Comino, Abarco, Nazareno, Laurel, Cedro, Roble, Almendrón, Amargo, Sapán, Vela de Cuba, Algarrobo, Perillo, Amargo, Soto, Mazabalo, Laurel-Canelo, Coco, Zaíno, Cagüi, Chingalé, Bálsamo y Tamarindo.
El departamento es uno de los principales productores de flores de Colombia, lo cual hace que este país sea el primer productor mundial. En su territorio existen muchas variedades de orquídeas, flor de mangle, frailejón, rosas, gerberas, iguaque, bayas de café y astromelias, entre muchas otras. La vegetación correspondiente a selva húmeda, clima tropical caliente, clima de montaña e incluso páramos, hace posible encontrar numerosas especies endémicas, o cuyos nombres están incluidos en las listas mundiales de especies en vías de extinción.

### Fauna
La fauna antioqueña se ha visto también afectada y reducida por los rápidos procesos de urbanización del departamento. Sin embargo, la riqueza en fauna es aún evidente, y esta puede encontrarse incluso por fuera de las selvas y bosques del departamento. Entre los animales domésticos de vital importancia para la economía e identidad cultural se pueden mencionar el caballo, la ganadería en general, la mula, el perro, el gato y las aves de corral. La riqueza hídrica departamental, que comprende desde las aguas marinas del golfo de Urabá hasta las numerosas ciénagas de tierra baja y los embalses y ríos, hace que Antioquia disponga de un gran potencial para la explotación pesquera. En la montaña se ha vuelto popular el salmón, una especie introducida no originaria de Suramérica; también son comunes la trucha, el bagre, y otras especies de peces de agua dulce.
Entre mamíferos salvajes se pueden encontrar felinos como el jaguar el tigrillo y el puma, este último en peligro; la guagua, el gurre o armadillo de nueve bandas, el perro de monte, el mico cariblanco (endémico de Suramérica, la ardilla, danta, el tití, la tatabra, zarigüeya, cuzumbo, conejo sabanero, conejo negro, erizo, guatín, venado, zorro, culebra cazadora, sapo, caimán, babilla, tortuga, la tortuga del Magdalena (especie endémica y en peligro), y la nutria (también en peligro).
Hay varias especies de osos, todas en peligro: oso perezoso, oso de anteojos y oso hormiguero piquicurvo. 
Entre las aves se cuentan el paujil, especie en peligro por la reducción de hábitats, sinsonte, sirirí, bichofué, turpial, toche, garrapatero, gallito de roca, loro, pechirrojo, silga, tucán de tierra fría, carriquí, pinche, tijereta, barranquero, pava de monte, soledad, mirla, guacharaca, gavilán, águila, búho, lechuza, pájaro carpintero, tórtola cutuza, pericoligero, colibrí, torcaza, perico, perdiz, azulejo, águila arpía, gallineta.